# تشارلي راسيل
تشارلي راسيل (1988 - ) (بالإنجليزية: Charlie Russell)‏ هي لاعبة كريكت نيوزلندية.

## وصلات خارجية
- تشارلي راسيل على موقع إي آس بي آن كريك إنفو (الإنجليزية)